# Heliamphora
Heliamphora Benth., 1840 è un genere di piante protocarnivore appartenente alla famiglia Sarraceniaceae,  endemico del Sud America.
Presentano delle foglie modificate, fuse a formare una specie di  anfora, da cui il nome (dal greco helos, palude, e amphoreus, anfora).
Le foglie, completamente riempite di acqua, vengono utilizzate dalla pianta per attirare, intrappolare ed uccidere gli insetti da cui ricava i nutrienti necessari per il suo sviluppo. Le prede vengono digerite grazie alla presenza all'interno delle trappole di batteri simbionti.

## Descrizione

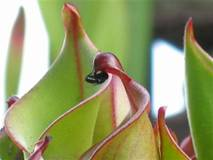
Un dittero si nutre del nettare presente sul "cucchiaio" posto all'estremità superiore dell'ascidio di una Heliamphora

Tutte le Heliamphora sono piante erbacee perenni che crescono da un rizoma sotterraneo.
Le dimensioni delle foglie variano dai pochi centimetri di H. minor e H. pulchella, fino al metro o poco più di H. ionasi.
Le foglie, arrotolate e con i margini fusi, agiscono da trappole tubulari sempre piene di acqua. A differenza delle altre piante ad ascidio, le specie di Heliamphora non hanno degli opercoli che chiudono le trappole ma presentano delle strutture simili a dei cucchiai, secernenti una sostanza simile al nettare che attira insetti ed altri piccoli animali. Ogni ascidio presenta una piccola fessura che consente il deflusso dell'acqua in eccesso. Questo meccanismo permette alla pianta di mantenere sempre costante il livello massimo di acqua piovana presente all'interno degli ascidi. La superficie interna degli ascidi presenta dei piccoli peli rivolti verso il basso che forzano gli insetti a raggiungere le parti inferiori della trappola.

## Biologia
Le Heliamphora non producono enzimi digestivi, come proteasi, ribonucleasi, fosfatasi etc..., ma si affidano per la digestione delle prede agli enzimi prodotti dei batteri simbionti. Una delle poche specie capaci di produrre enzimi è la H. tatei.
Prede principali di queste piante sono generalmente formiche, sebbene la H. tatei catturi insetti volanti.
L'habitus carnivoro in queste piante viene perso in condizioni di bassa illuminazione. Ciò fa pensare che la concentrazione di certi nutrienti, come azoto o fosforo sia limitante solo durante i periodi di rapida crescita della pianta in condizioni normali di illuminazione

## Distribuzione e habitat
Tutte le specie di Heliamphora sono endemiche degli altipiani di Colombia, Venezuela, Guyana e Brasile ad eccezione di H. heterodoxa e H. sarracenioides, che si trovano solo nella Gran Sabana, un altopiano venezuelano. Il grande numero di specie scoperte negli ultimi anni lascia supporre che vi siano molte altre specie che devono ancora essere descritte.

## Tassonomia
Al genere sono ascritte le seguenti specie:
- Heliamphora arenicola Wistuba, A.Fleischm., Nerz & S.McPherson
- Heliamphora ceracea Nerz, Wistuba, Grantsau, Rivadavia, A.Fleischm. & S.McPherson
- Heliamphora chimantensis Wistuba, Carow & Harbarth
- Heliamphora collina Wistuba, Nerz, S.McPherson & A.Fleischm.
- Heliamphora elongata J.Nerz
- Heliamphora exappendiculata (Maguire & Steyermark) Nerz & Wistuba
- Heliamphora folliculata Wistuba, Harbarth & Carow
- Heliamphora glabra Nerz, Wistuba & Hoogenstrijd
- Heliamphora heterodoxa Steyerm.
- Heliamphora hispida Wistuba & Nerz
- Heliamphora ionasi Maguire
- Heliamphora minor Gleason
- Heliamphora nutans Benth.
- Heliamphora parva (Maguire) S.McPherson, A.Fleischm., Wistuba & Nerz
- Heliamphora pulchella Wistuba, Carow, Harbarth & Nerz
- Heliamphora purpurascens Wistuba, A.Fleischm., Nerz & S.McPherson
- Heliamphora sarracenioides Carow, Wistuba & Harbarth
- Heliamphora tatei Gleason

Sono stati identificati almeno cinque ibridi naturali
- H. chimantensis × H. pulchella
- H. elongata × H. ionasi
- H. exappendiculata × H. glabra
- H. glabra × H. nutans
- H. hispida ×  H. tatei

## Coltivazione
Le heliamphore sono considerate tra le piante carnivore più difficili da coltivare. 
Alcune, come per esempio H. nutans, H.ionasii, e H. tatei richiedono temperature molto basse, mentre altre come H. minor and H. heterodoxa, hanno bisogno di temperature elevate. Tutte necessitano di alti tassi di umidità
Il substrato deve essere composto da torba acida di sfagno mista a sabbia di quarzo o perlite e pomice, in rapporto 1 a 1 per favorire il drenaggio. Deve essere mantenuto costantemente umido con 2–3 cm di acqua piovana, distillata o osmotizzata nel sottovaso. È possibile utilizzare la vermiculite, ma in misura mai maggiore al 10%, così da stimolare la crescita della pianta.
La propagazione per divisione non ha molto successo, poiché la pianta non resiste bene allo stress c'è il rischio che possa morire. I semi vanno fatti germinare in un substrato composto da torba di sfagno e ponendoli in piena luce e ad un tasso elevato di umidità. Le piantine spuntano dopo diverse settimane.